# هانا میکوچ
هانا میکوچ (لهستانی: Hanna Mikuć؛ زادهٔ ۸ اوت ۱۹۵۵) بازیگر اهل لهستان است.
از فیلم‌ها یا مجموعه‌های تلویزیونی که وی در آن‌ها نقش داشته‌است، می‌توان به یاوه‌نویس،‌ داستان ملال‌انگیز، آبروی فرزند، به‌دور از جاده، ع چون عشق، پدر متیو، در خوشی و سختی، سکسمیشن، بازجویی و خوبال اشاره نمود.